# مروارید سیاه (فیلم ۱۳۷۳)
مروارید سیاه فیلمی به کارگردانی حبیب‌الله بهمنی، شفیع آقا محمدیان و نویسندگی حبیب‌الله بهمنی، شفیع آقا محمدیان، بیژن همدرسی محصول سال ۱۳۷۳ است.

## خلاصه داستان
یک دانشمند روسی قرار است با یک مأمور آمریکایی ملاقات کند. با دخالت مأموران کا.گ. ب این قرار به هم می‌خورد و دانشمند روسی متواری می‌شود. او قصد دارد از طریق ایران خود را به آب‌های خلیج فارس برساند. از یک سو مأموران سیا به دنبال او هستند. از سوی دیگر مأموران ویژه ایران از ماجرا آگاه شده و وارد عمل می‌شوند و …

## بازیگران
- فرامرز قریبیان
- شهره لرستانی
- عبدالرضا آشتیانی
- امیرحسین خان شهری
- کاظم افرندنیا
- عزت‌اله رمضانی فر
- حسن رضایی
- پیمانه طهماسبی
- مهوش وقاری
- هوشنگ منصورخاکی
- منوچهر علیپور
- محمد علیقلی
- هوشنگ قوانلو
- حسین عامریان
- داوود ظهری
- محمدعلی مژدهی
- اکبر آبدیده
- فرج مولایی
- محمدباقر سیدی